# جيمس شو (رسام)
جيمس شو (بالإنجليزية: James Shaw) هو رسام أسترالي، ولد في 1815 في دامفريس ‏ في المملكة المتحدة، وتوفي في 1881 في جنوب أستراليا في أستراليا.